# JC Sport Girls
O JC Sport Girls é um clube de futebol feminino do Peru sediado em Lima.
O clube venceu as duas etapas do Campeonato Peruano de Futebol Feminino de 2010, Apertura e Clausura, sendo considerado campeão de 2010.[carece de fontes?] Venceu a Apertura de 2011, por isso foi indicado para a disputa da Copa Libertadores da América de Futebol Feminino de 2011.

## Títulos

### Nacionais
- Campeonato Peruano de Futebol Feminino: 4 vezes (2004, 2006, 2010, 2011).[carece de fontes?]